# Rue Vonck (Bruxelles)
Pour les articles homonymes, voir Rue Vonck.
La rue Vonck (en néerlandais : Vonckstraat) est une rue bruxelloise qui commence sur la commune de Saint-Josse-ten-Noode au carrefour de la rue des Moissons et de la rue des Deux Tours et qui se termine sur la commune de Schaerbeek rue de la Consolation en passant par la rue du Cadran et la rue du Moulin.

## Histoire et description
La rue porte le nom de Jean-François Vonck, personnage historique, né à Baardegem le 29 novembre 1743 et décédé à Lille le 1er décembre 1792.
Il est le fondateur de la société secrète Pro Aris et Focis qui prépara la révolte contre Joseph II.

## Adresse notable
à Saint-Josse-ten-Noode :
- no 50 : Théâtre Loyal du Trac